# Eloria insulsa
Eloria insulsa är en fjärilsart som beskrevs av Max Wilhelm Karl Draudt 1927. Eloria insulsa ingår i släktet Eloria och familjen tofsspinnare. Inga underarter finns listade i Catalogue of Life.